# Provincia Jizan

Localizarea provinciei în Arabia Saudită

Jizan (arabă: جازان Jāzān) este una dintre provinciile Arabiei Saudite și are capitala la Jizan. Provincia are ieșire la Marea Roșie.